# Life in the Vivid Dream
Life In The Vivid Dream è un singolo della musicista canadese Grimes, pubblicato il 26 ottobre 2015 come primo singolo promozionale estratto dal quarto album in studio Art Angels.

## Video musicale
Il videoclip della canzone è stato reso disponibile in concomitanza con l'uscita del brano, insieme a quello del singolo Flesh Without Blood.